# Коваленская, Наталья Николаевна
Ната́лья Никола́евна Ковале́нская (1892—1969) — советский искусствовед и педагог; кандидат искусствоведения (1935), доктор искусствоведения (1936). Автор монографий по русскому искусству XVIII—XIX веков.

## Биография
Родилась 4 мая (16 мая по новому стилю) 1892 года в Москве.
В 1909—1912 годах посещала Московские высшие женские курсы, в 1918 году окончила курсы внешкольного образования в Народном университете им. А. Л. Шанявского, затем — аспирантуру при Российской ассоциации научно-исследовательских институтов общественных наук (в 1929 году). В 1929—1935 годах была сотрудницей Государственной Третьяковской галереи. В 1920-е годы вместе с А. В. Бакушинским разрабатывала методику музейного дела в Советской России. Под руководством Коваленской в Третьяковской галерее в 1930 году была создана «Опытная комплексная экспозиция» по искусству XVIII—XIX веков. После работы в галерее преподавала в Московском университете: профессор кафедры искусствоведения/русского искусствознания филологического факультета (1942—1950), профессор кафедры истории русского искусства исторического факультета (1950—1955). Член КПСС с 1945 года.
Жила в Москве в Филипповском переулке, 9 и 11. Умерла 4 июля 1969 года в Москве. Похоронена на Новодевичьем кладбище.

## Основные работы
- Русский жанр накануне передвижничества // Русская живопись XIX века. М., 1929;
- В. А. Тропинин (1776—1857). М., 1930;
- Государственная Третьяковская галерея. Путеводитель по опытной комплексной марксистской экспозиции. М., 1931;
- Мартос, М.-Л., 1938;
- История русского искусства первой половины XIX века. М., 1951;
- История русского искусства XVIII века. М., 1962;
- Русский классицизм. Живопись, скульптура, графика. М., 1964;
- Из истории классического искусства. М., 1988.